# Diastylis nitens
Diastylis nitens är en kräftdjursart som beskrevs av Gamo 1968. Diastylis nitens ingår i släktet Diastylis och familjen Diastylidae. Inga underarter finns listade i Catalogue of Life.